# تاريخ الأزياء الإيطالية

يمتلك فن الأزياء الإيطالي تقاليد عريقة، ويعتبر أحد أهمها في العالم إلى جانب الأزياء الفرنسية والأميركية والبريطانية واليابانية. تعتبر كل من ميلانو وفلورنسا وروما عواصم الموضة الرئيسية في إيطاليا، ولكن تبقى نابولي وتورينو والبندقية وبولونيا وجنوة وفيتشنزا مراكز أخرى هامة. وفقاً لغلوبال لانغويج مونيتور 2009، رشحت ميلانو لتكون العاصمة الحقيقية للموضة العالمية متجاوزة حتى المدن العالمية الأخرى مثل نيويورك وباريس ولندن وطوكيو بينما جاءت روما رابعة.